# Pere Deumal i Anglada
Pere Deumal i Anglada (Montseny, 1898 – 1946) va ser un propietari agrícola que exercí d'alcalde de Montseny en diverses ocasions en els anys 30.
Pere Deumal heretà el mas Joanic, al municipi de Montseny, i treballà en l'administració de les seves finques. Amb vint-i-un anys fou nomenat jutge municipal suplent. Al 5 de juliol del 1931 intervingué en la fundació de l'agrupació local Centre Republicà Catalanista. Com a militant d'ERC va ser escollit alcalde de Montseny, tres vegades: del 23 de març del 1933 al dos de maig del 1935, del vint de febrer del 1936 al 31 d'agost del mateix any, i del 18 d'octubre següent al 26 de gener del 1939. De la seva obra de govern es poden esmentar les obres a l'edifici de l'ajuntament per habilitar-hi l'escola de les noies.